# Olomoucká diecéze Církve československé husitské

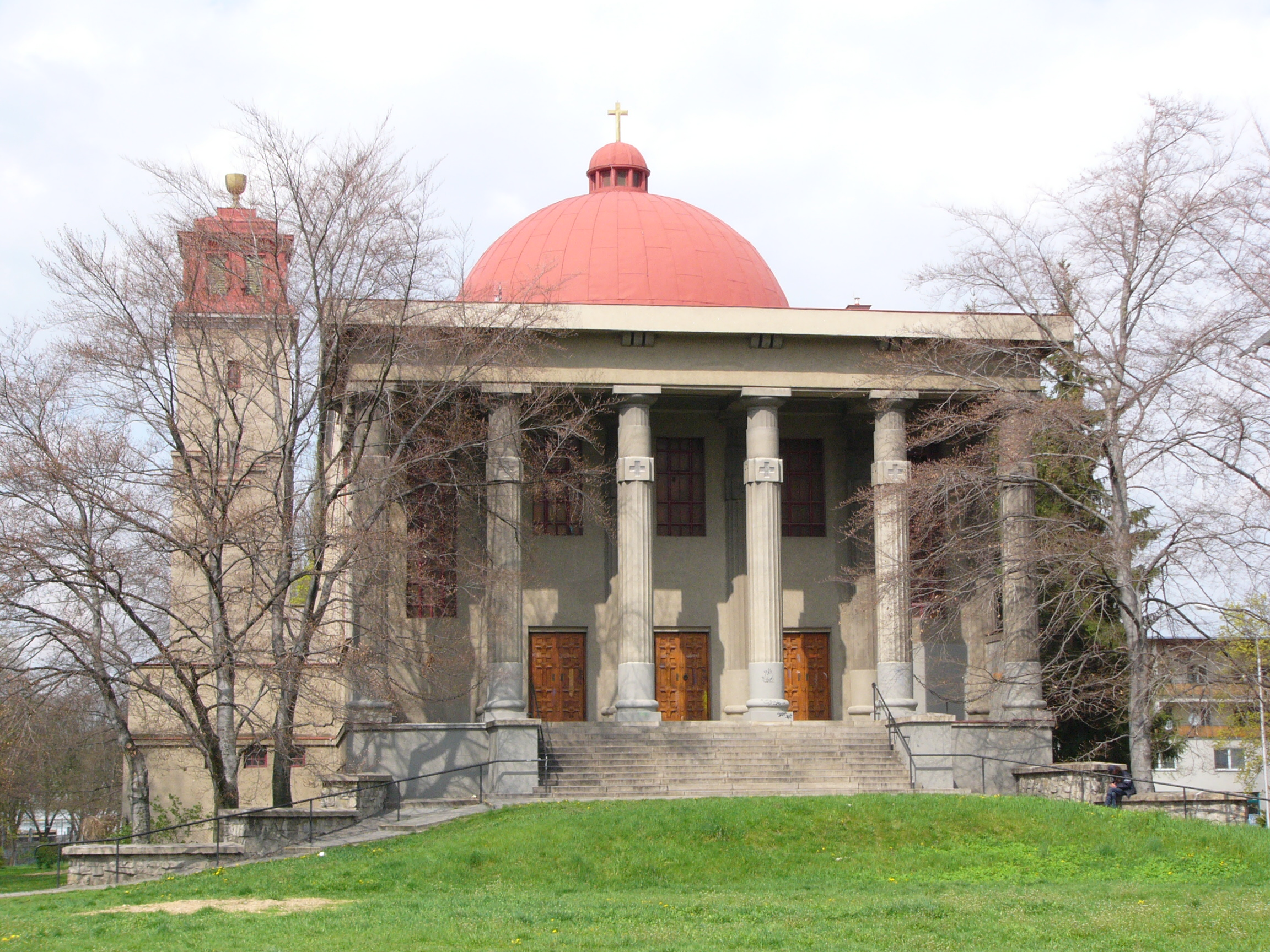
Husův sbor v Olomouci

Olomoucká diecéze Církve československé husitské je jedna z šesti diecézí CČSH, působících na území České a Slovenské republiky.

## Historie
V rámci postupně vznikající organizační struktury Církve československé získala po jejím založení 8. 1. 1920 významné postavení Olomouc, která se stala sídlem nejprve Zemské rady starších pro Moravu a Slezsko (2. 11. 1920), následně pak diecézní rady (18. 8. 1921). Moravská diecéze CČS se sídlem v Olomouci byla řádně ustavena 23. 11. 1922. V jejím čele stanul biskupský administrátor, původně kroměřížský římskokatolický reformistický kněz, Matěj Pavlík, od 25. 9. 1921 biskup se srbským pravoslavným svěcením.
Ačkoli původní záměr ústředí církve, schválený II. valným sjezdem delegátů náboženských obcí CČS (29.–31. 8. 1921), předpokládal vznik tří diecézí (západočeské, východočeské a moravské), zejména v obraně vůči šíření tzv. pravoslavné krize došlo k oddělení skupiny náboženských obcí dislokovaných ve slezském regionu (Těšínsko, Opavsko s Hlučínskem) a v tehdejších politických okresech Moravská Ostrava, Místek a Nový Jičín, na jejichž území od roku 1922 postupně vznikala slezská (též ostravská, případně radvanická) diecéze. Jejím voleným správcem (1922–1923) a následně biskupem (1923–1956) se stal Ferdinand Stibor.
Po rezignaci biskupa Matěje Pavlíka (Gorazda) a jeho odchodu z CČS byl v srpnu 1924 zvolen správcem a na jaře následujícího roku (1925) biskupem moravské diecéze ThDr. Josef Rostislav Stejskal, do jehož duchovní správy byly též svěřeny náboženské obce na Slovensku, Podkarpatské Rusi a ve Vídni. Sídlem generálního vikariátu pro západní Moravu se stalo Brno.
V období okupace došlo u části pohraničních moravských i slezských náboženských obcí CČS k jejich likvidaci po obsazení těchto území hitlerovským Německem (na Těšínsku také v důsledku polského záboru); na Slovensku i Podkarpatské Rusi byla Církev československá v letech 1938–1945 rozpuštěna a její majetek zabaven.
Teritoriální ztráty i křivdy pak mohly být alespoň částečně napraveny po roce 1945, kdy se vraceli původní obyvatelé a v rámci dosídlování přicházeli z vnitrozemí další Češi, vznikaly nové, případně obnovené náboženské obce, jejichž věřící i duchovní se v místech svého působení též stávali významným faktorem společenského života, ovlivňujícím veřejné mínění. V roce 1946 se po smrti ThDr. J. R. Stejskala stal moravským biskupem PhDr. Bohumír Cigánek. Po jeho rezignaci (1950) stáli v následujícím období v čele diecéze biskupové František Sedláček do roku 1954 a následně první děkan Husovy československé bohoslovecké fakulty prof. PhDr. ThDr. h. c. František M. Hník do roku 1961.
K dalším výrazným územním a terminologickým změnám v názvu diecéze došlo po nástupu totalitní moci v únoru 1948. Zrušené zemské zřízení bylo k 24. prosinci 1948 nahrazeno krajským uspořádáním státu (13 krajů v historických zemích, 6 na Slovensku), jemuž se musela přizpůsobit i CČS. V listopadu 1950 se z moravské diecéze vydělila diecéze brněnská (teritoriálně vymezená územím tehdejších krajů Brněnského a Jihlavského, doplněná několika náboženskými obcemi královéhradecké diecéze); působnost olomoucké diecéze tak zůstala v podstatě omezena jen na někdejší Olomoucký a Gottwaldovský kraj. V důsledku další reorganizace krajského zřízení, provedené k 1. 7. 1960 (5 českých, 2 moravsko-slezské, 3 slovenské kraje), se naopak pod tlakem státních orgánů následně spojily samostatné diecéze olomoucká a ostravská.
K 1. lednu 1962 byla zrušena dosavadní olomoucká diecéze (kde v r. 1961 rezignoval biskup prof. PhDr. ThDr. h. c. František M. Hník) a diecéze byla spojena s dosavadní diecézí ostravskou, jejímž posledním biskupem byl do roku 1961 Gabriel Chrobáček. Diecéze nově nesla název ostravská. Ke stejnému datu navíc přešly pod brněnskou diecézi náboženské obce z Prostějovska, Gottwaldovska a Kroměřížska. Ustavující shromáždění nové diecéze se konalo ve sboru Jana Blahoslava v Přerově 12. února 1962. Volební diecézní shromáždění 27. května 1962 v Přerově zvolilo biskupem dosavadního správce nové diecéze Leo Marcelucha. Sídlem diecéze se měl stát farní úřad v Ostravě-Zábřehu, avšak uvolnění farní budovy k tomuto účelu se nezdařilo. Ústřední rada církve tedy rozhodla na svém zasedání 13. února 1963 o přenesení sídla biskupa do Olomouce do volné diecézní budovy v Žilinské ulici a o změně jména na „olomoucká diecéze“ k 1. březnu 1963.
Biskup Leo Marceluch stál v čele diecéze dlouhodobě až do roku 1987. Po změně společenských poměrů v listopadu 1989 zastával biskupskou funkci ThDr. Vlastimil Zítek, jehož nástupkyní se v roce 1999 (na druhé volební období potvrzena 2006) stala první biskupka v českých zemích Mgr. Jana Šilerová. Dne 6. dubna 2013 diecézní shromáždění zvolilo na období dalších sedmi let olomouckým biskupem MUDr.et Mgr. Rudolfa Göbela. V roce 2020 byl biskupem zvolen na diecézním shromáždění konaném 30. května Mgr. Tomáš Chytil, který se biskupské služby ujal ordinací a instalací během slavnostní bohoslužby konané v neděli 14. června v Husově sboru v Olomouci. Od 90. let 20. století klesá počet náboženských obcí ať už jejich rušením (např. Bohumín nebo Havířov) nebo slučováním do jedné náboženské obce (např. Karviná, Orlová a Doubrava).
Olomouckou diecézi dnes tvoří 3 vikariáty (olomoucký, ostravský a šumperský) s 42 náboženskými obcemi.
Sídlo diecézního ústředí najdeme v reprezentativní secesní vile na adrese Žilinská 113/5, 779 00 Olomouc.

## Seznam biskupů
- Matěj Pavlík (1922–1924) biskupský administrátor pro Moravu a Slezsko (biskup se srbským pravoslavným svěcením)
- Josef Rostislav Stejskal (1925–1946)
- Bohumír Cigánek (1946–1950)
- František Sedláček (1950–1954)
- František M. Hník (1956–1961)
- Leo Marceluch (1962–1987)
- Vlastimil Zítek (1989–1999)
- Jana Šilerová (1999–2013)
- Rudolf Göbel (2013–2020)
- Tomáš Chytil (od 2020)

## Vikariáty a náboženské obce

### Olomoucký vikariát
• Horka nad Moravou • Hranice na Moravě • Kojetín • Lipník nad Bečvou • Olomouc • Olomouc-Hodolany • Přerov • Šternberk • Tovačov • Velká Bystřice • Velký Týnec

### Ostravský vikariát
• Frýdek-Místek • Karviná, Orlová a Doubrava • Kunčice pod Ondřejníkem • Nový Jičín • Opava 1 • Ostrava 3-Hrabůvka • Ostrava-Heřmanice • Ostrava-Mariánské Hory • Ostrava-Michálkovice • Ostrava-Moravská a Slezská Ostrava • Ostrava-Polanka • Ostrava-Radvanice • Ostrava-Stará Bělá • Ostrava-Svinov • Ostrava-Zábřeh • Petřvald u Karviné • Rychvald • Studénka 1 • Vratimov

### Šumperský vikariát
• Bruntál • Dubicko • Hostice • Chudobín • Jeseník • Krnov • Litovel • Loštice • Rýmařov • Šumperk • Troubelice • Zábřeh na Moravě